# Острів Врангеля (заповідник)
«Острів Врангеля» — державний природний заповідник, займає найбільш північне положення (знаходиться в основному на північ від 71° пн. ш.) із охоронюваних ділянок Росії.
Державний природний заповідник «Острів Врангеля» заснований постановою Ради міністрів СРСР від 23 березня 1976 року № 189. Загальна площа — 2 225 650 га, в тому числі площа акваторії — 1 430 000 га. Площа охоронної зони — 795 593 га. Розташовується на території Іультинського району Чукотського автономного округу.

## Географічне положення
Найпівнічніший із заповідників Далекого Сходу Росії займає два острови Чукотського моря — Врангеля і Геральд, а також прилеглу акваторію, і адміністративно розташовується на території Іультинського району Чукотського округу.

## Ландшафт

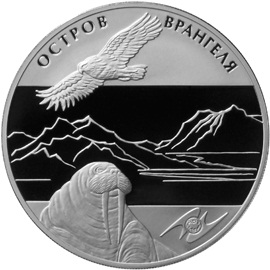
Пам'ятна монета Банку Росії (2012)

Приблизно 2/3 території острова Врангеля займають гори. Арктичні тундри і гори — переважаючий ландшафт. Гідрографічну мережу острова Врангеля становлять близько 150 відносно невеликих річок і струмків, лише 5 з яких мають протяжність понад 50 км, і близько 900 дрібних мілководних озер .

## Клімат
Клімат в районі островів арктичний з істотним впливом циклонної діяльності. Безморозний період на островах зазвичай не перевищує 20-25 днів. Зима з постійними морозами і сильними вітрами, що породжують пургу, панує більшу частину року. Прохолодне літо недовге, його часто переривають заморозки і снігопади, але, незважаючи на це, під час полярного дня на островах спалахує, розквітає бурхливе життя .

## Флора
Флора острова Врангеля за своїм багатством і рівнем ендемізму не має аналогів в Арктиці. До теперішнього часу в заповіднику виявлено 417 видів і підвидів судинних рослин. Це більше, ніж відомо для всього Канадського Арктичного архіпелагу і в 2-2,5 рази перевищує кількість видів на інших арктичних тундрових територіях подібних розмірів. Близько 3 % флори острова Врангеля складають субендемічні види. Серед судинних рослин 23 таксони є ендеміками острова. За кількістю ендеміків острів Врангеля не має рівних серед усіх арктичних островів, включаючи Гренландію. Ряд ендемічних рослин (горобинець Ушакова, Oxytropis ushakovii, мак багатопроменевий Papaver multiradiatum і мак сніголюбний Papaver chionophilum) звичайні на острові.  

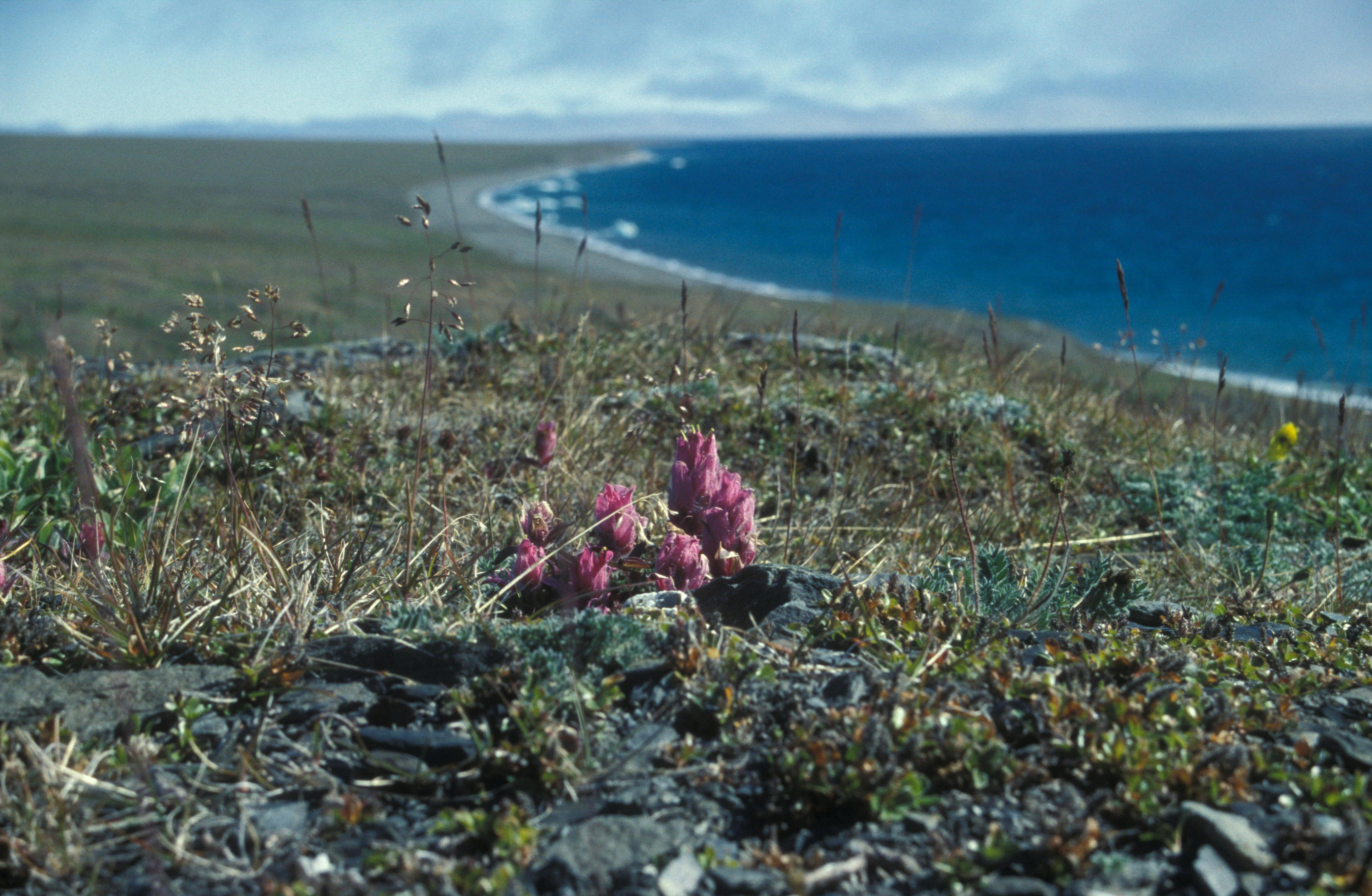
Узбережжя острова Врангеля влітку

До ендеміків також відноситься різновид покісниці, підвид лапландського маку, маки Городкова і Ушакова, перстач врангелівський . Кількість відомих видів мохів (331) і лишайників (310) на острові Врангеля також перевершує інші території в підзоні арктичних тундр.
Переважають осоково-мохові тундри, середні і нижні пояси гір зайняті трав'яно-лишайниковими і чагарничково-різнотравні тундрами. Є болота з участю сфагнів, низьких і заростей верболозів, що стеляться по землі. У верхніх поясах гір — великі кам'янисті розсипи . 

## Фауна

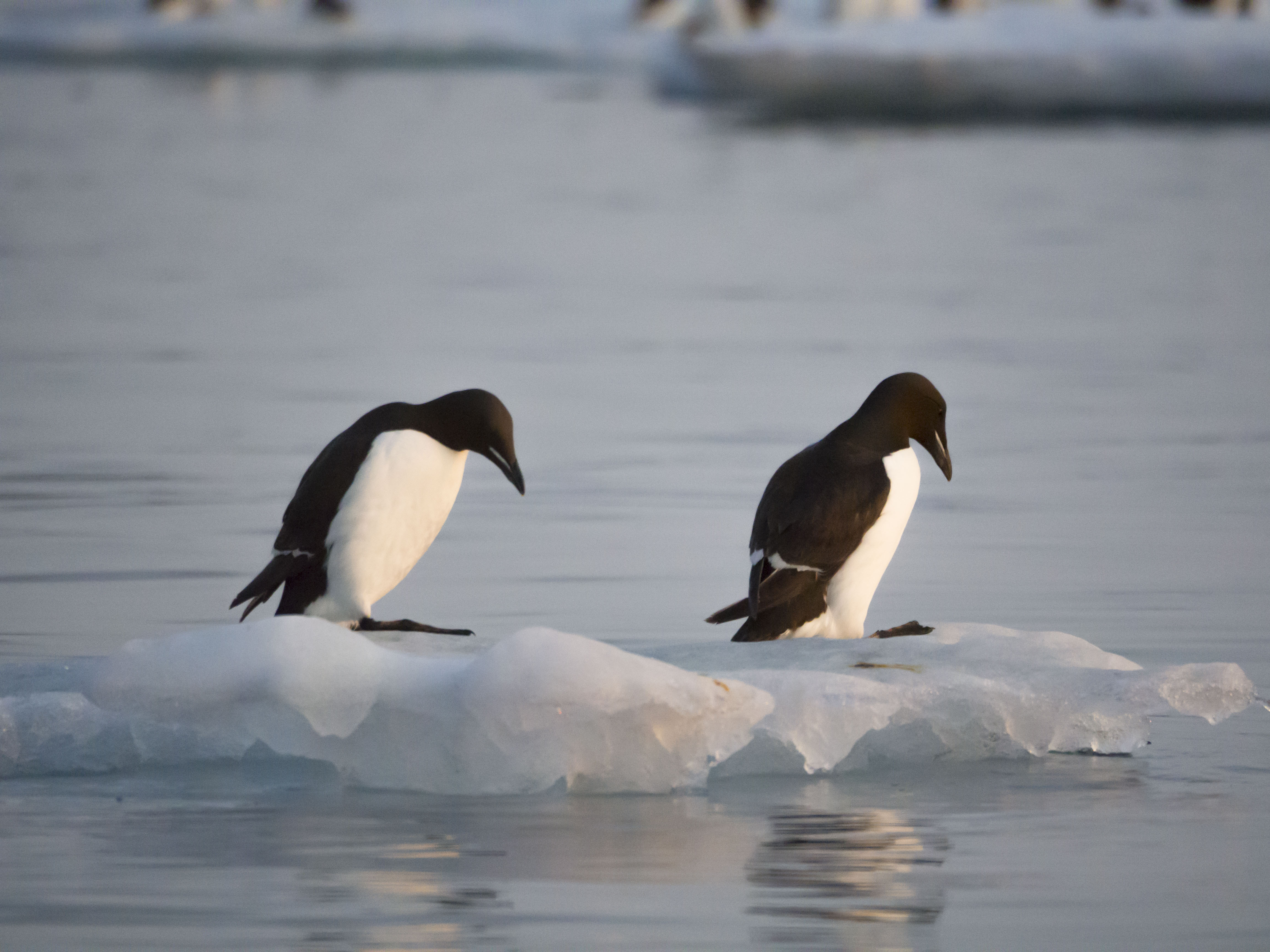
Кайри на крижині

Природні умови не сприяють багатству фауни.
У заповіднику зовсім немає земноводних і плазунів; рибу (сайку, мойву і деяких інших) вдається помітити тільки в прибережних водах. Проте на острові 169 видів птахів, більшість з яких зальотні, гніздування зареєстровано для 62 видів, з яких 44 види гніздиться на островах регулярно, в тому числі 8 видів морських птахів . Наприклад: чайки, кайра, і т. ін.
Серед птахів треба в першу чергу згадати гуску білу, яка утворює свою єдину збережену в Росії та Азії велику автономну гніздову колонію з декількох десятків тисяч пар. Регулярно гніздяться чорні казарки (при цьому також казарки тисячами прилітають сюди на линьку з материкової Чукотки і Аляски), звичайна пухівка і пухівка горбатодзьоба, в дуже невеликій кількості пухівка мала, шилохвіст і кулики .
На стрімчастих морських берегах — пташині базари, в яких налічувалося в 60-х роках, за даними відомого дослідника Півночі С. М. Успенського 50-100 тисяч товстодзьобої кайри, 30-40 тисяч трипалих мартинів, 3 тисячі бакланів. В. В. Дежкін в книзі «У світі заповідної природи», що вийшла в 1989-му, пише «Зараз цих птахів менше», а на офіційному сайті заповідника загальна чисельність колоній морських птахів оцінюється до 250—300 тис. особин, що гніздяться.
Основу населення птахів складають тундрові види, більшість з яких мають циркумполярні ареали і звичайні для всіх арктичних тундр. Це лапландський подорожник, пуночка, сивка, крем'яшник звичайний, ісландський побережник і ряд інших видів. Разом з цим, відомі випадки гніздування нехарактерних для Арктики видів, таких як брижач, побережник червоношиїй, іпатка і топорик, вівчарик, для яких острів Врангеля є найбільш північною точкою гніздування. Іпатка в останні роки стала гніздитися на колоніях морських птахів острова Врангеля регулярно і чисельність її зростає .

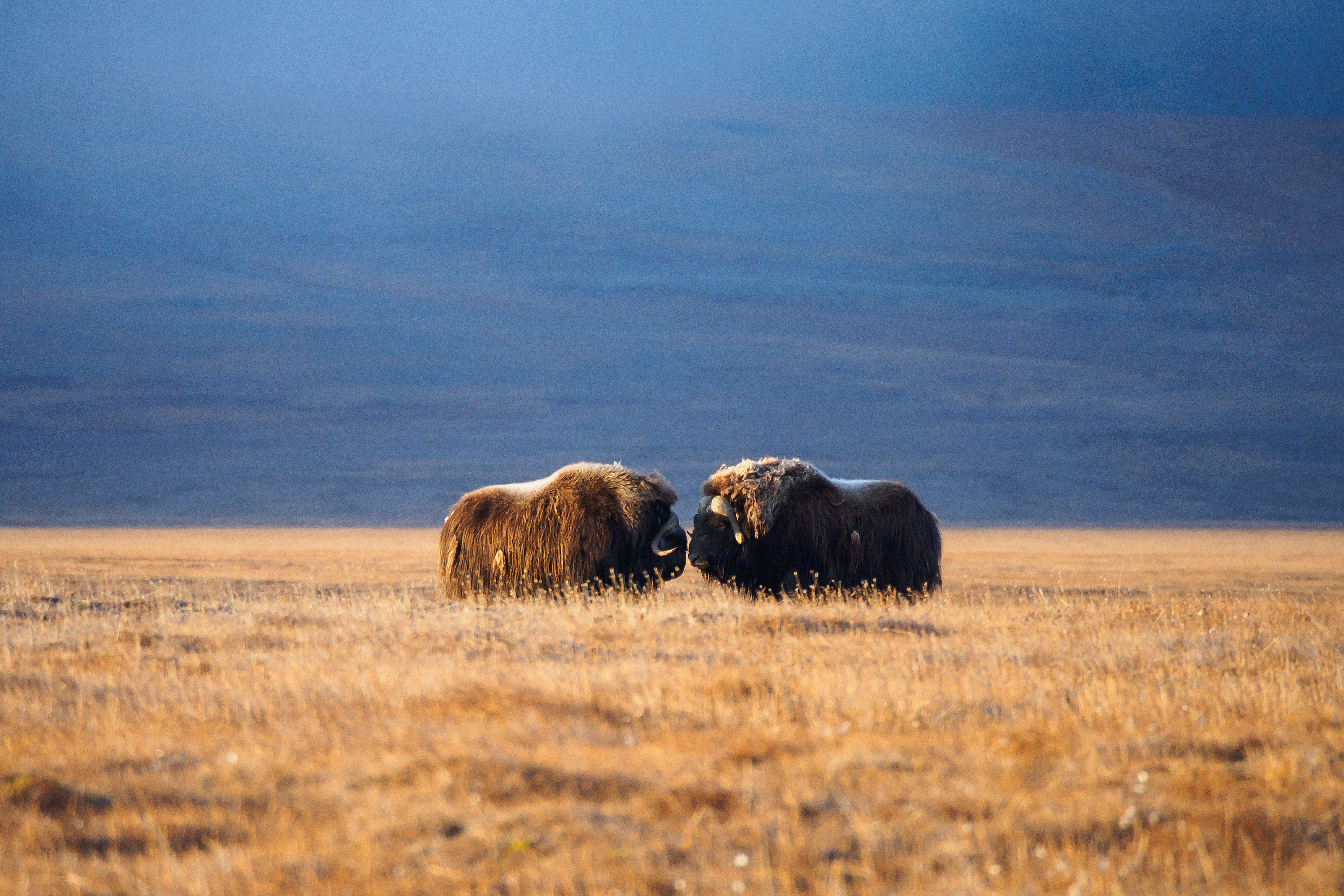
Віцебики на острові Врангеля

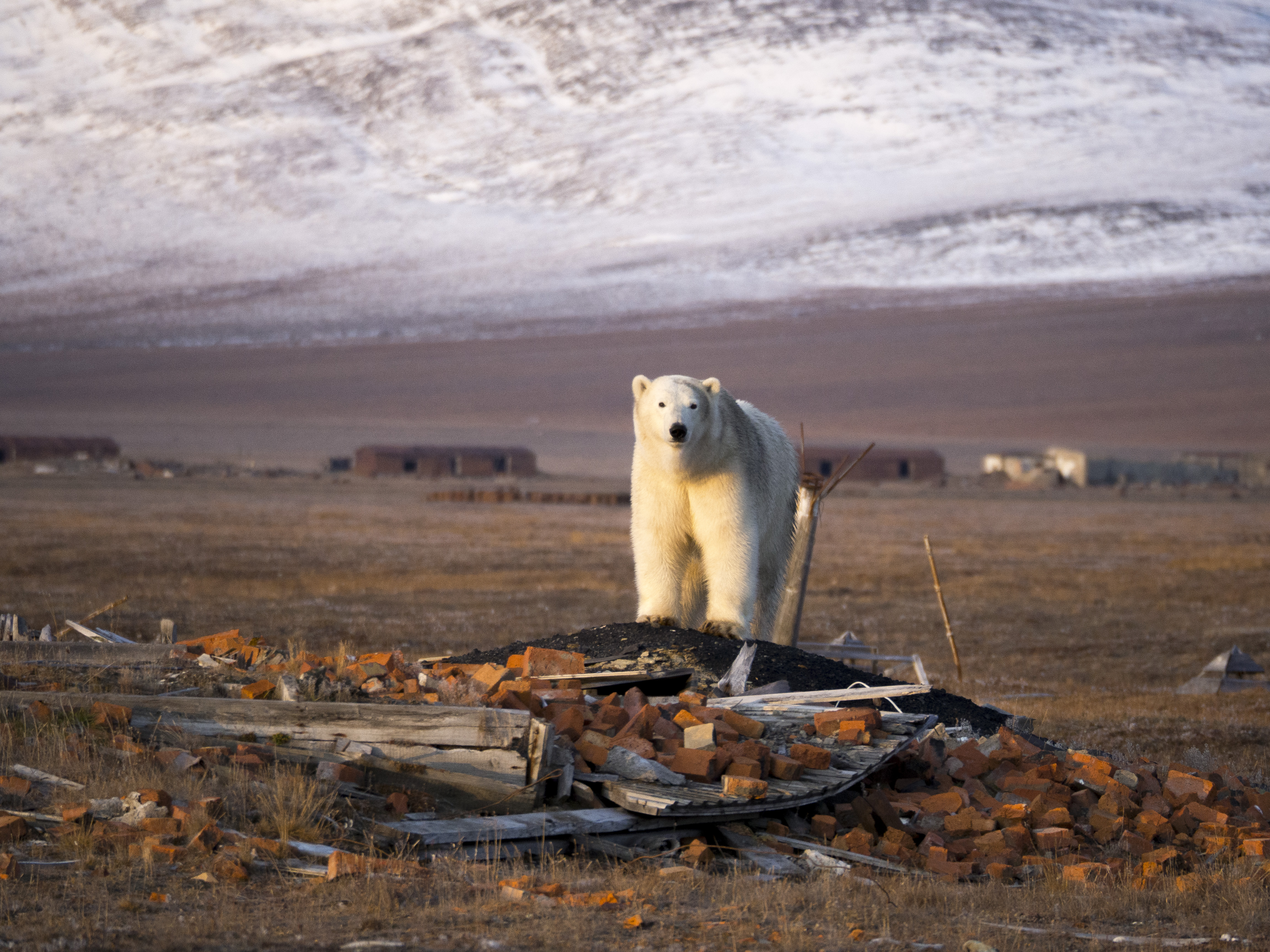
Білий ведмідь

Світ ссавців бідніший, причому найтиповіші його представники — сибірський лемінг і лемінг Виноградова, які в роки високої чисельності мають дуже велике значення в екосистемах заповідника. Живуть песець, горностай, росомаха, дикий північний олень, вовки, забредають червоні лисиці. Але особливо іменитий житель обох островів — білий ведмідь. Острови Врангеля і Геральд відомі як найбільший в світі район концентрації родових барлогів білого ведмедя. В. В. Дежкін пише: «В окремі роки в заповіднику влаштовували барлогу до 200—250 ведмедиць». На сайті ж заповідника є інформація, що «щорічно на островах залягають в барлогу від 300 до 500 ведмедиць. Приблизно 100 родових барлогів з цієї кількості влаштовується на маленькому о. Геральд». Навесні з трохи окріплим потомством вони пускаються в подорож по просторах Арктики.
Копитні представлені в заповіднику двома видами — північним оленем і вівцебиком. Північні олені були завезені на острів Врангеля в кінці 40-х — початку 50-х років: завезли двома партіями домашніх північних оленів із узбережжя Чукотки. В даний час вони є унікальною за історією та за біологічними особливостями острівну популяцію диких північних оленів, чисельність якої в певні періоди сягала 9-10 тисяч особин . У 1975 році, за рік до заснування заповідника, на острів Врангеля були завезені 20 вівцебиків, виловлених на американському острові Нунівак. Період адаптації вівцебиків на острові і освоєння ними всієї території проходив з труднощами і був розтягнутий на кілька років, після чого виживання вихідного стада вже не викликало сумніву і популяція почала активно рости. В даний час чисельність вівцебиків на острові становить близько 800—900 особин, станом на осінь 2007 року — можливо до 1000. За палеонтологічними даними, обидва види копитних мешкали на території острова Врангеля в пізньому плейстоцені, а північний олень і набагато пізніше — всього 2 -3 тисячі років тому .

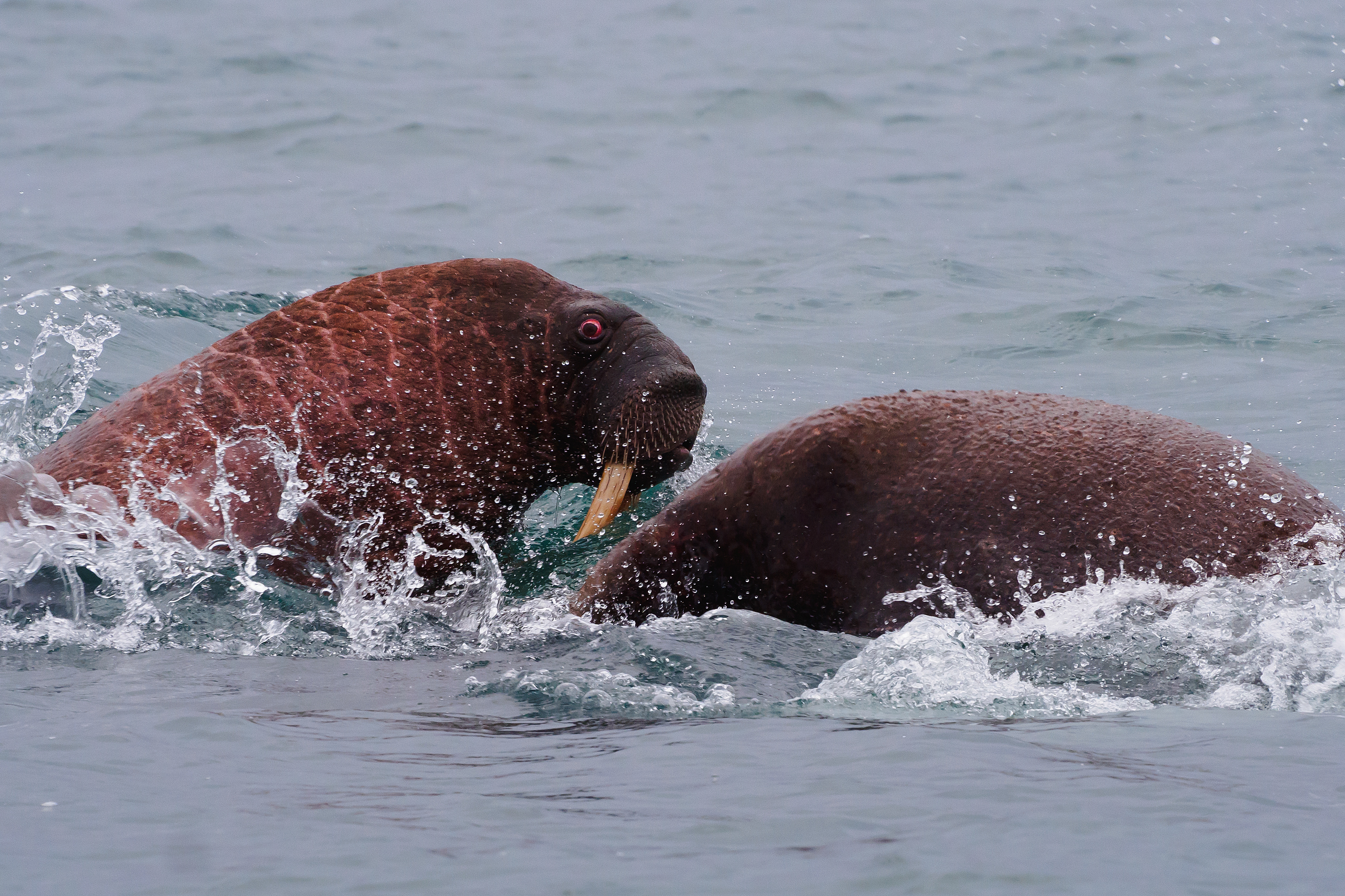
Моржі біля острова Врангеля

На узбережжях заповідника влаштовують лежбища моржі — цінні морські звірі. Їх охорона та вивчення входять до завдань тутешніх вчених. Тут живе тихоокеанський морж, для якого ця акваторія — найважливіший район літнього нагулу. У певні роки, в літньо-осінній період — з липня по кінець вересня — початок жовтня, — поблизу островів накопичується велика частина самок і молодняка всієї популяції. Моржі тримаються біля кромки льодів і вважають за краще виповзати на відпочинок на крижини, до тих пір, поки вони є в акваторії. При зникненні льодів поблизу найбільш кормних мілководних ділянок, моржі підходять до островів і формують на певних косах найбільші в Чукотському морі берегові лежбища. Одночасно на берегових лежбищах моржів на острові Врангеля реєстрували в цілому до 70-80 тисяч тварин, а з урахуванням плаваючих у воді звірів тут збиралося до 130 тисяч моржів. На зимівлю моржі мігрують в Берингове море.
Протягом всього року в прибережній акваторії звичайні кільчаста нерпа і лахтак. Кільчаста нерпа є основним кормом для білих ведмедів протягом цілого року, забезпечуючи повний життєвий цикл хижака.
У літньо-осінній період прилегла до островів Врангеля і Геральд акваторія стає районом нагулу і міграцій китоподібних. Найбільш численний тут сірий кит. В останні роки кількість сірих китів у літньо-осінній період біля берегів острова Врангеля помітно збільшилася. Щорічно уздовж берегів острова Врангеля на осінньої міграції проходять великі стада білух. За даними супутникового мічення було встановлено, що до острова Врангеля восени підходять білухи, які збираються на пологи в дельті річки Маккензі (Канада) .

## Порушення природоохоронного законодавства
- Під час військових навчань «Схід-2014» близько сотні російських морських піхотинців і десантників висадилися на острів Врангеля, тим самим, на думку Грінпіс, грубо порушивши російське законодавство, згідно з яким заборонено перебувати на території заповідника без дозволу його адміністрації або Мінприроди.
- В кінці серпня і вересня 2014 сейсморозвідувальне судно «Нептунія», зафрахтоване нафтовою компанією «Роснафта», заходило в акваторію заповідника недалеко від острова Врангеля, хоча на природоохоронних територіях промислова і комерційна діяльність суворо заборонена[3] .